# Сельское поселение Ленинский
Сельское поселение Ленинский — муниципальное образование в Красноармейском районе Самарской области.
Административный центр — посёлок Ленинский.
Население — 2287 чел. (2021 г.).

## География
Сельское поселение располагается в восточной части района, в западной части возвышенности Средний Сырт. По территории протекают реки Большая Вязовка (зап.), Сухая Вязовка, Большая Вязовка (вост.).

## Административное устройство
В состав сельского поселения Ленинский входят:
- посёлок Бутковский,
- посёлок Карагай,
- посёлок Кочетковский,
- посёлок Ленинский,
- посёлок Новая Вязовка,
- посёлок Софинский.

## Транспорт
Основная автодорога: Красноармейское — Ленинский — Новая Вязовка — Яблоновый Овраг — А300 «Самара — Уральск».